# Clinteria sexpustulata
Clinteria sexpustulata är en skalbaggsart som beskrevs av Hippolyte Louis Gory och Achille Rémy Percheron 1833. Clinteria sexpustulata ingår i släktet Clinteria och familjen Cetoniidae. Inga underarter finns listade i Catalogue of Life.